# قمع المقترعين

قمع المقترعين أو قمع الناخبين هو إستراتيجية متبعة للتأثير على نتيجة تصويت ما عبر إعاقة أو منع مجموعة من الناس من التصويت لصالح مرشح ما. يختلف قمع المقترعين عن الحملة السياسية بأن الأخيرة تهدف إلى تغيير نتيجة التصويت عبر تغيير آراء الناس بالإقناع. بينما يهدف قمع المقترعين إلى تقليل عدد الناخبين الذين يمكن أن يصوتوا ضد مرشح ما.
يختلف التكتيك المتبع في قمع المقترعين من إحداث إشكاليات بسيطة تجعل عملية التصويت أقل أريحية، إلى ترهيب الناخبين وإيذائهم جسديًا، وهذا بالطبع ضد القانون. يكون قمع المقترعين ذا نتيجة مؤثرة عندما يتم ترهيب الناخبين أو حرمانهم من حقهم في التصويت. في عام 2013 أقرت المحكمة العليا للولايات المتحدة الأمريكية أن قوانين التصويت المتبعة أدت إلى قمع الناخبين والإجحاف بحقهم.

## أمثلة

### أستراليا
في أستراليا، يلزم السكان بالتسجيل من أجل الانتخابات، وهم ملزمون على تحديث حالة تسجيلهم عند تغيير العنوان. ولكن بالرغم من ذلك، يقدر بأن نحو 6% من من الناخبين الأستراليين غير مسجلين، أو أنه تم إدخال بياناتهم بشكل خاطئ، والبعض منهم يتناسى أن يدرج اسمه بعد بلوغه السن الذي يسمح له بالانتخاب.
في عام 2006، أصدرت حكومة هوارد قرارًا بتوقيف اللوائح الانتخابية بمجرد انتهاء التصويت، في حين كان في السابق يحق للناخب تغيير صوته خلال مدة أقصاها 7 أيام، بينما الآن يسمح للناخبين الإدلاء بأصواتهم حتى الساعة الثامنة مساءً من بداية يوم الانتخابات بالإضافة إلى مدة ثلاثة أيام لمن يريد التعديل أو تغيير صوته. يحق لرئيس الوزراء في أستراليا تحديد يوم الانتخابات، طالما تم الالتزام بالقواعد الدستورية المتعلقة بالحد الأقصى لولاية البرلمان. أسفرت هذه الطريقة عن استبعاد أصوات الناخبين الجدد من الانتخابات الأولى بسبب عدم توافر الوقت الكافي لديهم لإعداد وتقديم تسجيلهم بمجرد بدء الانتخابات.
نظر العديد لهذا الموضوع كوسيلة لقمع الناخبين الشباب من الإدلاء بأصواتهم، والذي أظهر استطلاع لاحق أنهم أكثر احتمالية للتصويت لصالح الأحزاب المعارضة أو حزب العمال الأسترالي أو حزب الخضر. نفت الحكومة نيتها في قمع أي فئة من الناخبين، معلّلة سبب وجود الخطة الجديدة بأنها تسهل العملية الانتخابية وتحد من الاحتيال في الانتخابات على الرغم من عدم طلب اللجنة الانتخابية الأسترالية إعادة تشكيل عملية الانتخابات، كما أنه لم يوجد أي دليل على حدوث احتيال في العملية الانتخابية، وقالت اللجنة أنها تعاملت مع مئات الآلاف من طلبات التسجيل المتأخرة التي لم يسبق لهم التعامل معها في السابق.
في عام 2010، اعترضت مجموعة اللوبي ذات الميول اليسارية «انهض» على هذا القانون. وعجلت المحكمة الأسترالية العليا في جلسة إدلاء الشهادة بحيث يتم الحكم على القضية قبل الانتخابات الفيدرالية الأسترالية في نفس العام. أسقطت غالبية الأصوات ذلك القانون الانتخابي وعادت إلى النظام القديم مانحةً الناخبين مدة سبعة أيام يقومون فيها بتعديل وتحديث أصواتهم.
يحق للمواطنين الأسترالين الذين بلغت أعمارهم 16 أو 17 عامًا تسجيل حالهم الانتخابية عبر الإنترنت، مما يسمح لهم بالقدرة على التصويت عند بلوغم 18 عامًا.

### كندا
قبل وقت قصير من الانتخابات الفيدرالية الكندية عام 2010، تم قمع أصوات الناخبين من خلال إحداث اتصالات من مجيب آلي أو أشخاص يخبرونهم بأن مراكز الاقتراع قد تم تغييرها، وكان الموقع الذي قدمته تلك الرسائل خاطئ عمدًا، وتم ذلك غالبًا من أجل قيادة الناخبين لساعات عدة بعيدًا عن مراكزهم الانتخابية. وعرفوًا أنفسهم بكونهم من طرف مكتب كبير موظفي الانتخابات في كندا.
في دعوى رفعها مجلس الكنديين، وجدت المحكمة الفيدرالية أن محاولة الاحتيال هذه قد تم تنفيذها من قبل شخص يملك وصولًا للقاعدة الانتخابية للحزب المحافظ بما فيها المعلومات المتعلقة بتفضيلات الناخبين. أقرت المحكمة بأن الدليل الذي لديها لا يثبت تورط الحزب المحافظ أو أحد مرشحيه في عملية الاحتيال تلك. ولكنها انتقدت الحزب لعدم قيامه ببذل مجهود كافي للمساعدة في التحقيق. لم تقم المحكمة بإلغاء الأصوات في تلك الدوائر الانتخابية لأن عددها كان قليلًا جدًا ليؤثر على النتيجة النهائية.

### إسرائيل
في أبريل/نسيان عام 2019 وخلال الانتخابات العامة للبرلمان الإسرائيلي، قام ناشطون من حزب الليكود بتركيب كاميرات خفية ضمن المراكز الانتخابية في المجتمعات العربية. وقام مراقبو الانتخابات بارتداء نفس الكاميرات. قال هنان ميلكر، وهو رئيس لجنة الانتخابات العامة بأن تلك الكاميرات كانت غير قانونية. في اليوم التالي، تبنت وكالة العلاقات العامة كيزلر إنبار مسؤلية العملية وقالت أنها قامت بتركيب الكاميرات بالتعاون مع حزب الليكود. وادعت أن الإقبال على التصويت ضمن المجتمعات العربية انخفض بنسبة 50% بفضل وجود الكاميرات في المراكز الانتخابية. ولكن يوجد دليل بسيط يثبت أن الكاميرات لم تحمل أثرًا على النتيجة الانتخابية نظرًا إلى أن المجتمعات العربية ادعت مقدّمًا مقاطعتها للانتخابات.

### المملكة المتحدة
كان لوتفار رحمان عمدة تاور هاملتس في لندن المنتخب مباشرةّ، إلى أن تمت إقالته من منصبه بسبب خرقه القوانين الانتخابية. حيث زعم مناصروه ترهيبهم للناخبين في المراكز الانتخابية.
من المحتمل أن يقلل الاقتراح الذي عرضه الحزب المحافظ بفرض واحدة من عدة أنواع لبطاقات الهوية باهظة الثمن من تصويت الشباب والناخبين ذوي الحالة الاقتصادية الفقيرة لحزب العمال.

### الولايات المتحدة
في الولايات المتحدة تدار الانتخابات محليًا، حيث تختلف أشكال قمع الناخبين حسب السلطة القضائية. عند بداية تشكيل الدولة، كان حق الانتخاب محصورًا بالذكور البيض أصحاب العقارات. ومع الوقت، تم منح حق الانتخاب للأقليات العرقية والنساء والشباب. خلال القرن التاسع العشر وبدايات القرن العشرين، سنّت الولايات الجنوبية قرار جيم كرو التي عمل على قمع الناخبين من الأقليات العرقية وذوي الحالة الاقتصادية الفقيرة. تضمنت تلك القوانين إجراء استطلاعات الرأي واختبارات محو الأمية وتطبيق بند الحقوق المكتسبة؛ والذي يعني شرط استمرار العمل ببند قديم حتى وإن تغيرت القوانين. تم إبطال محاولات قمع الناخبين بشكل قانوني بعد تشريع قانون حق التصويت لعام 1965. ظهرت قوانين بطاقات هوية الناخبين بعد قرار المحكمة الأمريكية العليا بإبطال البند الرابع من قانون حق التصويت، وهو ما يعتقد البعض بكونه إجحافًا تجاه الناخبين من الأمريكيين الأفارقة.

### فرنسا
في فرنسا، لا يُعتبر التسجيل في قوائم التصويت نظاميًا، ولا حتى في سن الرشد، ولا في حالة تغيير عنوان الإقامة، ولا في حالة التسجيل بالفعل ضمن أي من القوائم. وقد يتم التسجيل في بعض الأحيان حتى بدون أي طلب لتسجيل الناخبين دون أن يطلبوا منهم ذلك، لكنه ليس إلزاميًا بالنسبة للسلطات الحاكمة.

### تايوان
إن المشاركة السياسية تُعتبر حاسمة في بلد ديمقراطي مثل تايوان. كان تحليل المشاركة في التصويت في تايوان مرتفعًا للغاية مقارنة بالبلدان الديمقراطية الأخرى. غير أن قمع التصويت في هذا البلد يركز على عاملين رئيسيين هما السّن والعِرق. وبالتالي، فإن قمع التصويت في تايوان هو خاص بالأفراد الأعلى سنًا بسبب سوء وضعهم الصحي. ثمة ثلاث مجموعات للتصويت في تايوان: أنصار بان-بلو، وأنصار بان-غرين، والمستقلين. يَعتبر الناخبون المصنفون على أنهم مستقلين أقل عرضة للدخول في عملية التصويت بسبب حصولهم على معلومات سياسية أقل. ومن ثم، فإن عدم كفاية الإعلان عن المعلومات السياسية للشعب يسهم في قمع التصويت لأن العديد من الناس ليسوا على دراية جيدة بما يجري من حولهم. وثمة عامل آخر يتمثل في فهم الفرق في الخلفيات العِرقية بين مجموعات مين-نان وأصحاب الأرض، ما يؤثر على مشاركتهم في الحياة السياسية.

## تأثير مواقع التواصل الاجتماعي على قمع المقترعين
تتضمن منصات التواصل الاجتماعي، وعلى وجه التحديد الفيسبوك، 2,4 مليار مستخدم نشط. يشمل المحتوى المتعلق بالتصويت الانتخابي على مواقع التواصل الاجتماعي على معلومات خاطئة ومضللة تسهم في قمع المقترعين. يحدد مركز برينان للعدالة عدة أنواع من «رسائل قمع الناخبين» التي استخدمتها حسابات مرتبطة بروسيا في الانتخابات الرئاسية في الولايات المتحدة عام 2016: المعلومات الخاطئة عن الوقت أو المكان المخصص للتصويت، والترويج للهجمات ضد كلينتون لإثناء المؤيدين، وحثّ الناخبين على مقاطعة الانتخابات أو الإدلاء بأصواتهم لصالح مرشح من حزب ثالث.